# Arctia sibirica
Arctia sibirica là một loài bướm đêm thuộc phân họ Arctiinae, họ Erebidae.